# 庫特基夫齊 (切梅里夫齊區)
49°7′53″N 26°22′13″E / 49.13139°N 26.37028°E
庫特基夫齊（烏克蘭語：Кутківці），是烏克蘭西部的村莊，隸屬赫梅利尼茨基州的卡緬涅茨-波多利斯基區。該村面積3.77平方公里，海拔高度282米，2022年人口1,000，人口密度每平方公里369.1人。